# Tai'an
Tai'an (cinese: 泰安; pinyin: Tài'ān) è una città-prefettura della Cina nella provincia dello Shandong.

## Suddivisioni amministrative
- Distretto di Taishan
- Distretto di Daiyue
- Xintai
- Feicheng
- Contea di Ningyang
- Contea di Dongping